# Жуковская, Лидия Петровна
Ли́дия Петро́вна Жуко́вская (5 апреля 1920, Мещовск, Калужская губерния — 7 января 1994, Москва) — советский и российский лингвист, славист, историк древнерусского языка, палеограф. Доктор филологических наук, старший научный сотрудник Института русского языка АН СССР, главный научный сотрудник РГБ, лауреат Государственной премии РСФСР.

## Биография
В 1941 году окончила филологический факультет Московского городского педагогического института.
Научную деятельность в 1943 году начала под руководством профессора Р. И. Аванесова. Работала над «Атласом русских народных говоров».
В 1947—1988 годы — научный сотрудник Института русского языка АН СССР.
В 1953 году защитила кандидатскую диссертацию «Из истории языка северо-восточной Руси в середине XIV века».
С 1951 года после появления в научном обороте берестяных грамот начала их изучение. Изучала русские рукописные Евангелия-апракосы и Прологи, подготовила издания Мстиславова и Архангельского Евангелий (второе было опубликовано после её смерти). Под её руководством в 1984 году был издан «Сводный каталог славяно-русских рукописных книг, хранящихся в СССР: ХІ—XIII веков».
В 1970 году защитила докторскую диссертацию «Древнерусские пергаменные рукописи как лингвистический источник: Археографическое, текстологическое и лингвистическое исследование».
С 1988 года — старший, затем главный научный сотрудник Отдела рукописей Государственной библиотеки СССР имени В. И. Ленина (с 1992 — Российская государственная библиотека).
В 1988 году вместе с рядом сотрудников Сектора библиографии, источниковедения и издания памятников Института русского языка за творческий вклад в решение проблемы «Исследование памятников древнерусской письменности и разработке правил их лингвистического издания» была награждена Государственной премией РСФСР в области науки и техники.
Участвовала в создании кафедры истории русского языка и диалектологии Поморского государственного университета имени М. В. Ломоносова в Архангельске, в 1990-е годы читала в нём лекции по палеографии, вела спецкурсы по древнерусской письменности. Под её руководством было защищено 11 кандидатских диссертаций.
Член Императорского Православного Палестинского Общества.

## Отзывы
Доктор исторических наук, профессор кафедры Истории России МПГУ Г. В. Аксёнова отмечает:
Л. П. Жуковская, занимаясь текстологией древнерусских Евангелий и историей развития палеографии в России, обратила внимание на теснейшую взаимосвязь письма и украшений в рукописях, на значение литеральных и экслитеральных признаков в решении проблемы датировки памятников письменности. Разработанные ею правила археографического описания рукописей и принципы публикации древнерусских текстов представлены в методических статьях и методических изданиях Археографической комиссии. Л. П. Жуковская также рассматривала вопросы филигранологии. В центре её научного внимания была проблема фальсификации памятников письменности и разоблачение одной из самых знаменитых подделок, ставшей достоянием мировой общественности во второй половине XX в., Велесовой книги.

## Научные труды
Библиографический список работ Л. П. Жуковской превышает 200 наименований. После её смерти в 1997 году РГБ было выпущенное подготовленное ею научное издание Архангельского Евангелия 1092 года. К основным сочинениям относятся:
монографии
- Жуковская Л. П. Новгородские берестяные грамоты. — М., 1959.
- Жуковская Л. П. Развитие славяно-русской палеографии (В дореволюционной России и в СССР). — М., 1963.
- Жуковская Л. П. Текстология и язык древнейших славянских памятников. — М.: Наука, 1976.
- Жуковская Л. П. Апракос Мстислава Великого. — М., 1983
- Жуковская Л. П. Душа и слово: Сб. ст. / Ред.-сост.: Г. В. Сорокина. М., 2006. — 302 с.
- Жуковская Л. П. Развитие славяно-русской палеографии (В дореволюционной России и в СССР). Избранные работы. — М.: Институт русского языка им. В. В. Виноградова РАН, 2020. — 440 с.

статьи
- Жуковская Л. П. Типы лексических различий в диалектах русского языка // Вопросы языкознания. 1957. № 3. С. 102—111;
- Жуковская Л. П. Юбилей Остромирова евангелия // Вопросы языкознания. 1957. № 5. С. 154—156
- Жуковская Л. П. О переводах Евангелия на славянский язык и о «древнерусской редакции» славянского Евангелия // Славянское языкознание: Сб. ст. М., 1959. С. 86-97;
- Жуковская Л. П. Поддельная докириллическая рукопись. (К вопросу о методе определения подделок) // Вопросы языкознания. 1960. № 2. С. 142—144. (о «Велесовой книге»)
- Жуковская Л. П. Значение и перспективы изучения Остромирова евангелия: (В связи с 900-летием памятника) // Исследования по лексикологии и грамматике русского языка: Сб. ст. М., 1961. С. 14-44;
- Жуковская Л. П. Типология рукописей древнерусского полного апракоса XI—XIV вв. в связи с лингвистическим изучением их // Памятники древнерусской письменности: Язык и текстология. — М., 1968. — С. 199—332.
- Жуковская Л. П. Два замечания о методике изучения «Слова о полку Игореве» // ИОЛЯ. 1971. Т. 30, вып. 1. С. 255—261
- Жуковская Л. П. Экслитеральные способы определения разных почерков // Древнерусское искусство. Рукописная книга. — М., 1974. Сб. 2. — С. 28-37.
- Жуковская Л. П. Инициалы в древнерусских рукописных книгах // Русская речь. — 1974. — № 3. — С. 39-53
- Жуковская Л. П. Связь изучения изобразительных средств и текстологии памятника II Древнерусское искусство. Рукописная книга. — М., 1974. — Сб. 2. — С. 60-62.
- Жуковская Л. П. О факсимильных изданиях древних рукописей // Всесоюзная научная конференция «Проблемы научного описания рукописей и факсимильного издания памятников письменности»: Тезисы докладов / Библиотека Академии наук. — Л., 1979. — С. 16-18;
- Жуковская Л. П. О значении исследования пон-тюзо и некоторых других вопросах филиграноведения // Археографический ежегодник за 1981 год. — М., 1982. — С. 64-76;
- Жуковская Л. П. О необходимости филигранологического анализа рукописей при изучении проблемы так называемого «второго южнославянского влияния» II Филигранологические исследования. Теория, методика, практика. — Л., 1990. — С. 120—123.
- Жуковская Л. П. Научное факсимильное издание древних рукописей // Проблемы научного описания рукописей и факсимильного издания памятников письменности: (Материалы всесоюз. конф.). — Л., 1981. — С. 48-61
- Жуковская Л. П. Некоторые замечания об орфографии Острожской библии // Федоровские чт., 1981. М., 1985. С. 103—109;
- Жуковская Л. П. Стостишие Евгении в Прилепском прологе конца XIV века // Македонска академија на науките и уметностите. Одделение за лингвистика и литературна наука. Прилози. IX 2. Скопје, 1984. С. 11—22.
- Жуковская Л. П. О редакциях, издании 1800 г. и датировке списка «Слова о полку Игореве» // Слово. Сб. — 1985. С. 68—125
- Жуковская Л. П. Язык и письмо авторского и мусин-пушкинского списков «Слова о полку Игореве» // Черниговская областная конференция — 1986. С. 123—125.
- Жуковская Л. П. Проложное житие Афанасия и Кирилла Александрийских: (Наблюдения над текстом и языком списков) // Источники по истории рус. языка XI—XVII вв.: [Сб. ст.]. М., 1991. С. 60-72
- Жуковская Л. П. Архангельское Евангелие 1092 года — уникальный памятник древнерусской и славянской письменности // Архангельскому Евангелию 900 лет. — М., 1995.

научная редакция
- Древнерусский литературный язык в его отношении к старославянскому./ Отв. ред. Л. П. Жуковская — М., 1987.
- Методические рекомендации по описанию славянорусских рукописных книг / Институт славяноведения и балканистики АН СССР: отв. ред. Л. П. Жуковская. — М., 1990. — Вып. 3. — Ч. 1-2;
- Методические рекомендации по описанию славяно-русских рукописей для «Сводного каталога рукописей, хранящихся в СССР» / Отв. ред. Л. П. Жуковская. — Новосибирск, 1990. — Вып. 5. — Ч. 1-2.

рецензии
- Жуковская Л. П. Новая книга о походе Игоря [рец. на кн.: Рыбаков Б. А. «Слово о полку Игореве» и его современники] // Русская речь. 1972. № 4. С. 93—98.